# X-Men II: The Fall of the Mutants
X-Men II: Fall of the Mutants (с англ. — «Люди Икс II: Падение Мутантов») — приключенческая игра для DOS, разработанная и выпущенная компанией Paragon Software в 1990 году. Игра является продолжением выпущенной компанией Paragon в 1989 году игры X-Men: Madness in Murderworld.

## Сюжет
Люди Икс отправились на поиски своих союзников Шторм и Кузнеца, но столкнулись с Силами Свободы, которые были посланы, чтобы захватить их. Вскоре обе команды оказываются в причудливом искривлении времени, вызванном могущественным существом, известным как Противник, который заключил в тюрьму Шторм и Кузнеца. В самом начале появляется Наблюдатель Уату и представляет игру как параллельной вселенную в духе серии Marvel «What If?», в которой задаётся вопрос «Что если бы иная команда героев сражалась с Противником?».

## Игровой процесс
Во время обычного игрового процесса используется вид сверху, во время которого персонажи перемещаются по карте в поисках врагов, ящиков со здоровьем и ловушек. Когда Люди Икс сталкиваются с врагом, во время боя игра переключается на вид сбоку крупным планом. На каждом уровне задача состоит в том, чтобы найти пару членов Сил свободы и победить их в бою, но только победа над одним злодеем отправит команду игрока на следующий уровень. После прохождения достаточного количества уровней герои вступают в схватку с самим Противником.

## Критика
Сайт Screen Rant поместил игру на 17 позицию из 18 в списке всех игр по вселенной Людей Икс.